# Physoderma leproides
Physoderma leproides är en svampart som först beskrevs av Trab. & Sacc., och fick sitt nu gällande namn av Gustaf Lagerheim 1950. Physoderma leproides ingår i släktet Physoderma och familjen Physodermataceae.   Inga underarter finns listade i Catalogue of Life.